# Naša dejanja odmevajo v večnost
Naša dejanja odmevajo v večnost je drugi studijski album slovenskega kantavtorja Tadeja Vesenjaka. Izšel je pri Založbi Pivec leta 2014.

## Seznam pesmi
| Št. | Naslov                   | Dolžina |
| --- | ------------------------ | ------- |
| 1.  | „Negda sveta‟            | 2:41    |
| 2.  | „Most‟                   | 5:12    |
| 3.  | „Fse je fejn‟            | 4:25    |
| 4.  | „F svojih očeh‟          | 4:00    |
| 5.  | „Vladek‟                 | 3:21    |
| 6.  | „Pohorski grad‟          | 3:00    |
| 7.  | „5. dom‟                 | 5:03    |
| 8.  | „Ne skürte mi kitare‟    | 4:50    |
| 9.  | „Morti enkrat opet‟      | 4:30    |
| 10. | „San na cesti‟           | 6:07    |
| 11. | „Oblaki so umetni‟       | 3:38    |
| 12. | „Lepe slike‟             | 4:50    |
| 13. | „Daleč fkrej od tebe‟    | 2:59    |
| 14. | „Se še spotiš kej na me‟ | 6:20    |